# Jean-Philippe Daurelle
Jean-Philippe Daurelle (ur. 28 grudnia 1963 w Antony) – francuski szablista, brązowy medalista olimpijski i pięciokrotny medalista mistrzostw świata.

## Kariera sportowa
Na igrzyskach olimpijskich w Barcelonie w 1992 roku reprezentacja Francji w składzie: Jean-François Lamour, Jean-Philippe Daurelle, Franck Ducheix, Hervé Granger-Veyron i Pierre Guichot zdobyła drużynowo brązowy medal. W rywalizacji indywidualnej zajął dziewiąte miejsce. Brał również udział w igrzyskach olimpijskich w Atlancie w 1996 roku, zajmując piąte miejsce drużynowo i dwunaste indywidualnie.
Podczas mistrzostw świata w Denver w 1989 roku wspólnie z Jean-Françoisem Lamourem, Philippe'em Delrieu, Franckiem Ducheix i Pierre'em Guichotem zdobył brązowy medal w zawodach drużynowych. W tej samej konkurencji zdobywał następnie złote medale na mistrzostwach świata w Kapsztadzie (1997) i mistrzostwach świata w Seulu (1999) oraz srebrny podczas mistrzostw świata w La Chaux-de-Fonds (1998). Ponadto na mistrzostwach świata w Seulu (1999) zajął trzecie miejsce w turnieju indywidualnym, plasując się za Francuzem Damienem Touyą i Rosjaninem Stanisławem Pozdniakowem. 
Wywalczył też srebrne medale indywidualnie podczas mistrzostw Europy w Lizbonie (1992) i mistrzostw Europy w Keszthely (1995) oraz brązowy w tej samej konkurencji na mistrzostwach Europy w Płowdiwie (1998). 
Zdobywał również medale mistrzostw kraju, m.in. indywidualne złoto w 1994, 1996, 1998 i 1999. 
Po zakończeniu kariery sportowej został szkoleniowcem. Prowadził reprezentację Francji w szabli, zarówno mężczyzn (m.in. IO 2008), jak i kobiet.